# Antocha confluenta
Antocha confluenta là một loài ruồi trong họ Limoniidae. Chúng phân bố ở miền Cổ bắc.